# Selaginella uliginosa
Selaginella uliginosa är en mosslummerväxtart som först beskrevs av Jacques-Julien Houtou de La Billardière, och fick sitt nu gällande namn av Antoine Frédéric Spring. Selaginella uliginosa ingår i släktet mosslumrar, och familjen mosslummerväxter. Inga underarter finns listade i Catalogue of Life.